# Răut
De Răut (Russisch en Oekraïens: Реут; Reoet) is een rechterzijrivier van de Dnjestr en de grootste rivier die uitsluitend op het grondgebied van de republiek Moldavië stroomt.
De rivier ontspringt bij Rădiul Mare ten noordwesten van Tîrnova op het noordelijk Moldavisch Plateau (Podișul Moldovei de Nord) en stroomt in zuidoostelijke richting. Bij Bălți, de voornaamste plaats aan de rivier, buigt de Răut af naar het noordoosten om vanaf Florești haar oorspronkelijke richting te hernemen. In een van de rivierbochten voorbij Orhei aan de benedenloop bevindt zich het archeologische complex Orheiul Vechi (Oud-Orhei) in Nationaal park Orhei. De monding in de Dnjestr (Nistru) bevindt zich tegenover de stad Dubăsari.